# Марка Западной добровольческой армии
Марка Западной добровольческой армии, или Марка генерала Бермондт-Авалова, — временные разменные знаки добровольческой армии генерала Бермондт-Авалова, находившиеся в обращении с 24 октября 1919 года в городе Митава, Латвия. Изготавливались банкноты номиналами в 1, 5, 10, 50 марок.

## История
24 октября 1919 года в латвийском городе Митава согласно приказу Главнокомандующего Западной Добровольческой армией Павла Рафаиловича Бермондт-Авалова в обращение вводятся банкноты номиналами в 1, 5, 10 и 50 марок на общую сумму 10 000 000 марок. Первый выпуск купюр начал печататься в апреле 1919 года в Берлине (типография «Goca»), позже продолжился в типографии в Елгаве). Купюры выдавались на руки ссудной кассой города Ковно. Марка Западной добровольческой армии находилась в обращении параллельно с немецкой ост-маркой. В приказе также отмечались условия обмена разменных знаков Западной кредитной конторы на ост-марки. Так, право на обмен было предоставлено следующим категориям лиц:
- Всем, кто находится на службе в Западной армии и тем, кто находятся в отпуске на родине;
- Тем лицам, которые посылают деньги своим семьям посредством Западной кредитной конторы;
- Лицам, которые имеют разрешение на выезд за границу;
- Торговцам, которые покупают товары за рубежом[2].

Следовательно, денежные знаки Бермондт-Авалова были предназначены в основном не для оборота среди российской армии, а для немецких военнослужащих и лиц, поставлявших в город товары. Также указывалось, что денежные знаки обеспечены всем имуществом Западной армии и всем казённым имуществом, находящимся на занятой армией территории. Был также приведён курс обмена, по которому 2 марки Западной армии приравнивались к одной ост-марке, или к 1 ост-рублю, что соответствовало 2 царским рублям.
Для того, чтобы население оккупированных территорий принимало деньги Западной армии, было обещано вне очереди отпускать дрова и лесные материалы тем местным жителям, которые будут рассчитываться именно банкнотами Западной армии. Но в целом командование понимало, что такие привилегии не особо привлекут местное население, к тому же с официально установленным курсом. Поэтому согласно приказу Бермондт-Авалова в объявлении были указаны следующие меры наказания за нарушение правил обращения денежных знаков:
- Лица, отказавшиеся принимать денежные знаки Западной добровольческой армии (или принимающие их по более низкому курсу) будут караться денежным штрафом до 1000 царских рублей, или сроком заключения до 6 месяцев, или будут наказаны обоими способами одновременно;
- Лица, которых поймали на злостной агитации против знаков Западной Добровольческой армии, будут наказаны военным судом[2].

Из содержания приказа и объявления заметно, что предполагался одновременный выпуск всех купюр серии. Вместе с тем, эти купюры по финансово-эмиссионным и художественно-орнаментальным параметрам чётко делятся на 2 группы: первая группа — денежные знаки номиналом в 1, 5 и 10 марок, вторая группа — денежный знак высшего номинала в 50 марок.

## Банкноты
Деньги Западной армии, хотя и были отпечатаны на белой бумаге без водяных знаков, имеют качественное орнаментально-художественное оформление. На всех банкнотах проставлены серия и номер, а на некоторых экземплярах выполнено рельефное тиснение — конгрев.
На оформление выпущенных денежных знаков сильно повлияло военно-политическая обстановка, сложившаяся в Латвии в период создания Западной армии и Западно-российского правительства и большевистского давления со стороны нового правительства России. На рисунках денежных знаков соединены монархическая и религиозная символики царской России с почётным военным орденом Германии — Железным крестом. На всех денежных знаках изображён герб царской России — двуглавый орел со всеми дореволюционными регалиями. Надписи на денежных знаках, напечатанные на аверсе на русском и реверсе на немецком языках, почти идентичны по содержанию.
| Номинал  | Год        | Аверс | Реверс | Размер | Материал                  | Подписи | Серии                                    |
| -------- | ---------- | ----- | ------ | ------ | ------------------------- | --- | ---------------------------------------- |
| 1 марка  | 10.10.1919 |       |        | 100х70 | Бумага, хлопковое волокно | Командующий Западной Добровольческой Армией: Полковник Павел Рафаилович Бермондт-Авалов; Начальник Отдела Государственного Хозяйства при Армии: Борис Александрович Энгельгардт | Б, В, Г, Д, С, Л, П, С, Ф, Х, Ц; Y, Z, U |
| 5 марок  | 10.10.1919 |       |        | 120х85 | Бумага, хлопковое волокно | Командующий Западной Добровольческой Армией: Полковник Павел Рафаилович Бермондт-Авалов; Начальник Отдела Государственного Хозяйства при Армии: Борис Александрович Энгельгардт | Б, В, Г, Д, С, Л, П, С, Ф, Х, Ц; Y, Z, U |
| 10 марок | 10.10.1919 |       |        |        | Бумага, хлопковое волокно | Командующий Западной Добровольческой Армией: Полковник Павел Рафаилович Бермондт-Авалов; Начальник Отдела Государственного Хозяйства при Армии: Борис Александрович Энгельгардт | Б, В, Г, Д, С, Л, П, С, Ф, Х, Ц; Y, Z, U |
| 50 марок | 10.10.1919 |       |        | 145х92 | Бумага, хлопковое волокно | Командующий Западной Добровольческой Армией: Полковник Павел Рафаилович Бермондт-Авалов; Начальник Отдела Государственного Хозяйства при Армии: Борис Александрович Энгельгардт | Б, В, Г, Д, С, Л, П, С, Ф, Х, Ц; Y, Z, U |